# Дванадцять племен Ізраїля
Дванадцять племен Ізраїля (івр. שִׁבְטֵי יִשְׂרָאֵל шівтей Ісраель, арам. שִׁבְטָיָא דֵיִשְׂרָאֵל шівтая де-Ісраель; лат. duodecim tribus Israelis) — традиційний, географічний та генеалогічний поділ Ізраїлю з біблійних часів. Згадується в Бут. 49:28. Народ Ізраїлю ділиться на племена, чиї імена походять від імен синів патріарха Якова. Також — 12 поколінь Ізраїля, 12 колін Ізраїля.

## Яків, син Ісаака
Яків як утік від свого брата Ісава, пішов служити до Лавана, свого дядька і за 14 років служіння взяв собі за дружин двох його дочок — Лію і Рахіль. Від них та їх служанок Зілпи та Білги народжується у Якова 12 синів: Рувим, Симеон, Леві, Юда, Завулон, Іссахар, Дан, Гад, Ашер, Нафталі, Йосиф, Веніямин. Його брат Ісав, що переслідував Якова після повернення із сім'єю у Ханаан з наміром поквитатися, примирився з ним. Яків із своїми синами перебуває у Ханаані, аж до переселення у Єгипет в провінцію Гасем. Там, у Єгипті вийшло від його синів та двох синів Йосифа — внуків Якова, Дванадцять племен Ізраїля.

## Племена Ізраїля
У передостаньому розділі Книги Буття приводиться перелік племен Ізраїля, Яків пророкує їхню майбутню долю та благословляє їх. Біблія називає їх іменами дванадцяти синів Якова (Бут. 49). Отже у Якова було дві дружини — Лія, Рахіль, і служниці дружин — Зілпа та Білга. Від них народились сини:
- Сини Лії: Рувим (Ре'увен), Симеон (Шім'он), Леві (Левій), Юда (Ієгуда), Завулон (Зевулун), Іссахар.
- Сини Рахілі: Йосиф (Йосеф), Веніямин (Біньямін).
- Сини Білги: Дан, Нафталі.
- Сини Зілпи: Гад, Ашер.

У Йосипа було двоє синів: Манассія і Ефраїм (Єфрем), яких Яків звів у родоначальники двох самостійних колін замість їхнього батька Йосипа (Бут. 48:5), що збільшило число племен до 13.
Списки Ізраїлевих племен в Біблії не приводять коліно Йосипа як самостійне, пов'язуючи його тільки з Ефраімом і Манасією (4 М. 1:10). Повсякчас у Писанні також робляться застереження, що виключають коліно Леві яке присвячене служінню Богові. Так, воно не входить в перелік боєздатних чоловіків (4 М. 1:47), не зазначене його місце в порядку проходження племен при переходах на шляху в Ханаан (4 М. 2:33), та воно не отримує земельного наділу як інші 12 племен у спадку в Землі Обітованій та в Зайорданні (4 М. 26:57).

## Герби
Герби племен Ізраїля згідно з «Thesouro de Nobreza» (1675).

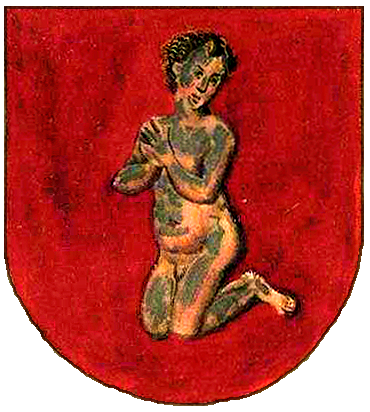
Рувим
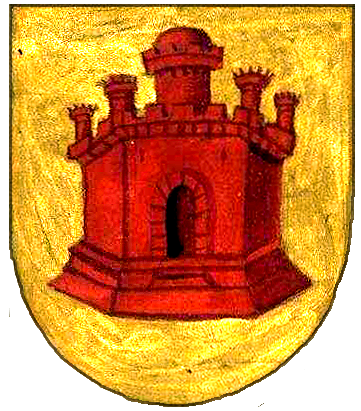
Симеон
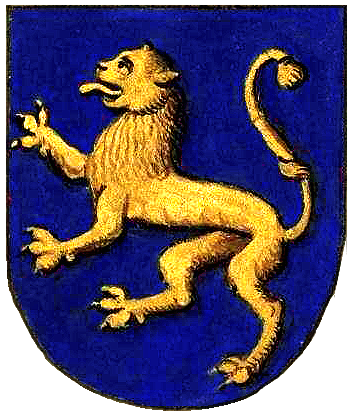
Юда
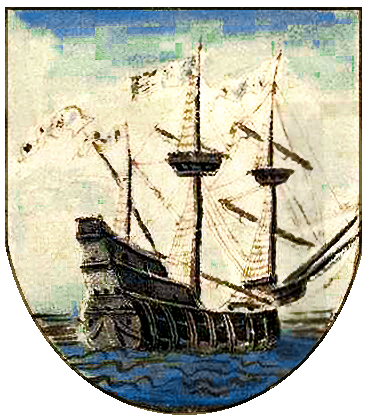
Завулон
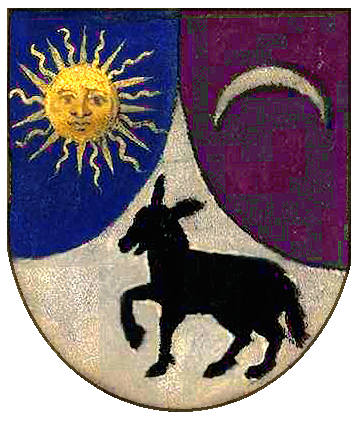
Ісахар
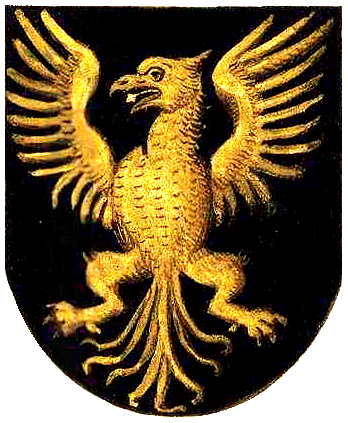
Дан
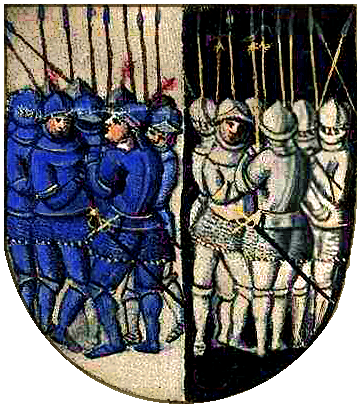
Гад
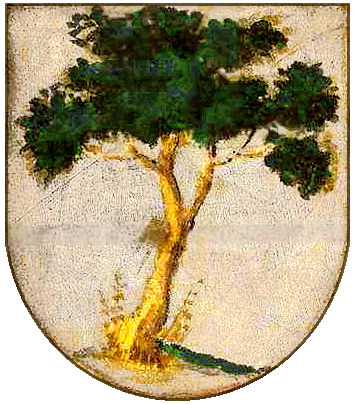
Ашер
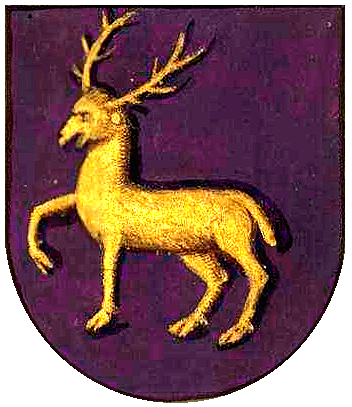
Нефталім
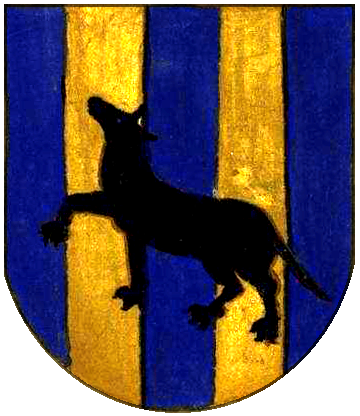
Веніямин
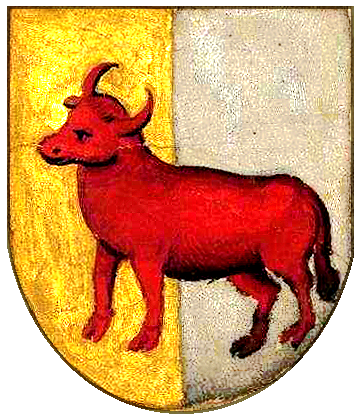
Єфрем
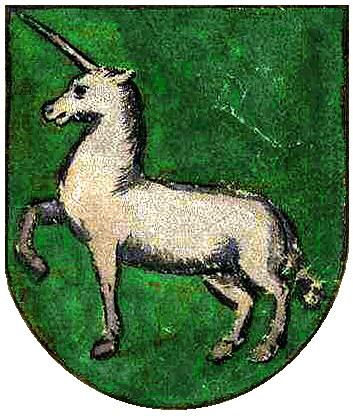
Манасія

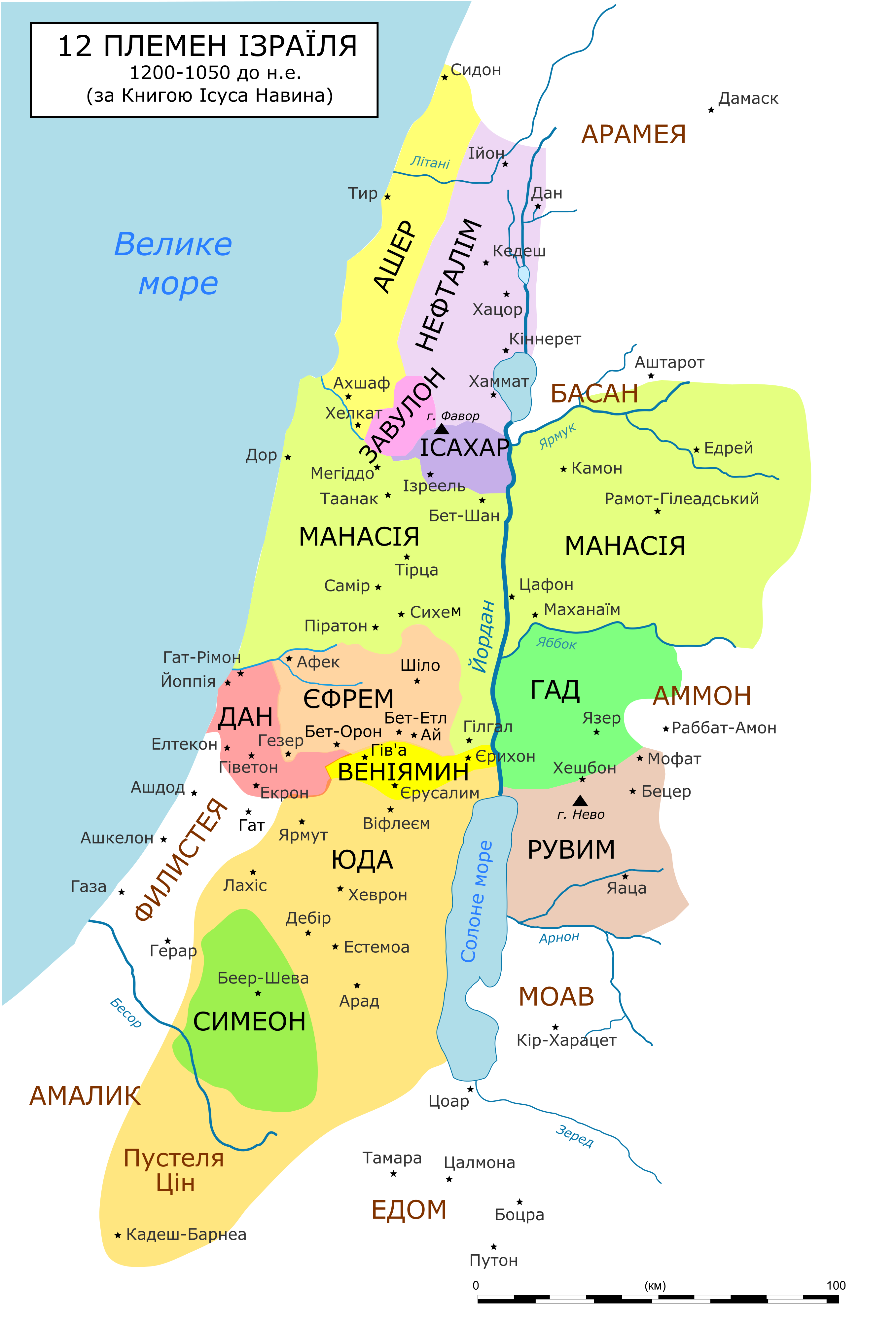
Карта поділу землі Ізраїля 12 племенами:
Рувим
Симеон
Юда
Завулон
Ісахар
Дан
Гад
Ашер
Нефталім
Веніямин
Єфрем
Манасія

## Новий Завіт
У Об'явлені Івана Богослова також перераховуються племена Ізраїля: «І почув я число попечатаних: сто сорок чотири тисячі попечатаних від усіх племен Ізраїлевих синів:…» (Об. 7:4-8).